# 장궈타오
장궈타오(중국어 간체자: 张国焘, 정체자: 張國燾, 병음: Zhāng Guótāo, 1897년 11월 26일 ~ 1979년 12월 3일)는 중국 공산당의 1920~1930년대 창립 멤버이자, 혁명가이다. 1938년 중국 공산당을 탈퇴하고 중국 국민당에 투항했다가 중화인민공화국 성립 직전에 영국령 홍콩으로 도망쳤고 캐나다로 망명하였다.

## 초기 이력
장시성 핑샹시 상리현 진산진(金山鎭) 출신으로 1916년 베이징 대학 이과 예과에 입학 후, 1919년 베이징 대학 철학문에 들어갔다. 재학 시절 천두슈, 리다자오 등의 영향에 의해 좌경화되었다. 1919년 5.4 운동에서 덩중샤 등과 함께 참여하였으며, 1920년 중국 공산당 창당 멤버가 되었다. 1921년 중국 공산당 정치국의 위원으로 선임되었고, 이후 코민테른의 지도하에 공산당의 노동 운동에 관여하여, 철도와 방직 노동자들의 파업, 폭동 등을 이끌며 당내 리리싼 등과 함께 중국 공산당의 지도적 위치에 올랐다.

## 공산당 혁명 활동
1924년 코민테른의 국공 합작 방침에 따라 그는 국민당의 당대회에 개인 자격으로 참가하였고, 국민당의 중앙 집행위 후보위원에 선임되었다. 1925년 제4차 공산당 대회에서 중앙위원회의 상임위원이 되었다. 이후로는 리리싼과 취추바이와 함께 중국 공산당을 지휘하였고, 국공 합작이 결렬된 뒤는 1927년 난창 봉기에 참여하였다. 장궈타오는 이후 중화소비에트공화국의 부주석을 맡았다.

## 마오쩌둥의 부상
1932년 장은 홍군 제4방면군을 이끌고 쓰촨성 마얼캉 현에서 새로운 해방구를 열었다. 해방구의 건설은 초기에 순조로웠으나, 그는 스탈린스타일의 숙청을 개시하는 바람에 공산당 내 지지를 차츰 잃어버렸으며 후에 (국민당군의 토벌전에 쫓기던 마오의 부대와 마찬가지로) 장정을 떠나게 되었다. 1935년 8만에 달하던 장의 부대는 마오의 7천명의 부대와 합류하였다. 그러나 장과 마오는 사사건건 대립하였다. 장은 소수민족이 자리잡은 칭하이성에서 새로운 근거지를 건설해 간쑤성, 신장 성, 소비에트 연방에 이어지는 보급 지원 통로를 마련해야한다고 주장했으나, 마오는 소수민족의 적대감을 들어 북부의 산시성의 해방구로 가야한다고 주장하였다. 의견대립 끝에 장은 마오를 체포하여 처형하려고 하였으나, 장의 부하였던 예젠잉과 양상쿤이 마오에게 음모를 누설하여 마오는 위기를 넘길 수 있었다. 더욱이 장의 부하들은 코민테른과의 교신에 이용하는 암호책까지 마오에게 들고 갔기 때문에, 장은 소비에트 연방과의 교신도 두절되게 되었다. 결국 마오는 자신의 부대를 이끌고 북쪽으로 도피했고, 장은 자신의 계획을 밀고 나갔으나 대부분의 군대 병력을 잃고 이미 마오가 앞서간 산시로 뒤쫓아 향할 수밖에 없었다.

## 국민당에 투항 및 이후
장은 2만여 명의 잔여 부대를 이끌었지만, 황하를 도하하다 다시 중화민국 정부에 충성하는 회족 군벌인 마부팡의 대군에게 패해, 1936년 427명여의 생존자만 이끌고 옌안에 도착할 수 있었다. 이후 그는 옌안에서 마오의 비판과 경멸의 대상이 되었으며, 1938년 4월 공산당 지역을 빠져 나와 중국 국민당에 투항하였다. 국공 내전이 끝난 이후 중국 국민당이 난징에 있던 중화민국 정부를 타이완으로 옮길 때, 그는 국민당 정부를 따라가지 않았고, 영국령 홍콩으로 도망쳤다가 후에 캐나다로 망명하였다. 그의 회고록은 중국 공산당의 초기 역사를 참고하는 데 중요한 문헌으로 쓰인다.

## 같이 보기
- 마오쩌둥
- 왕밍